# 立沢公園

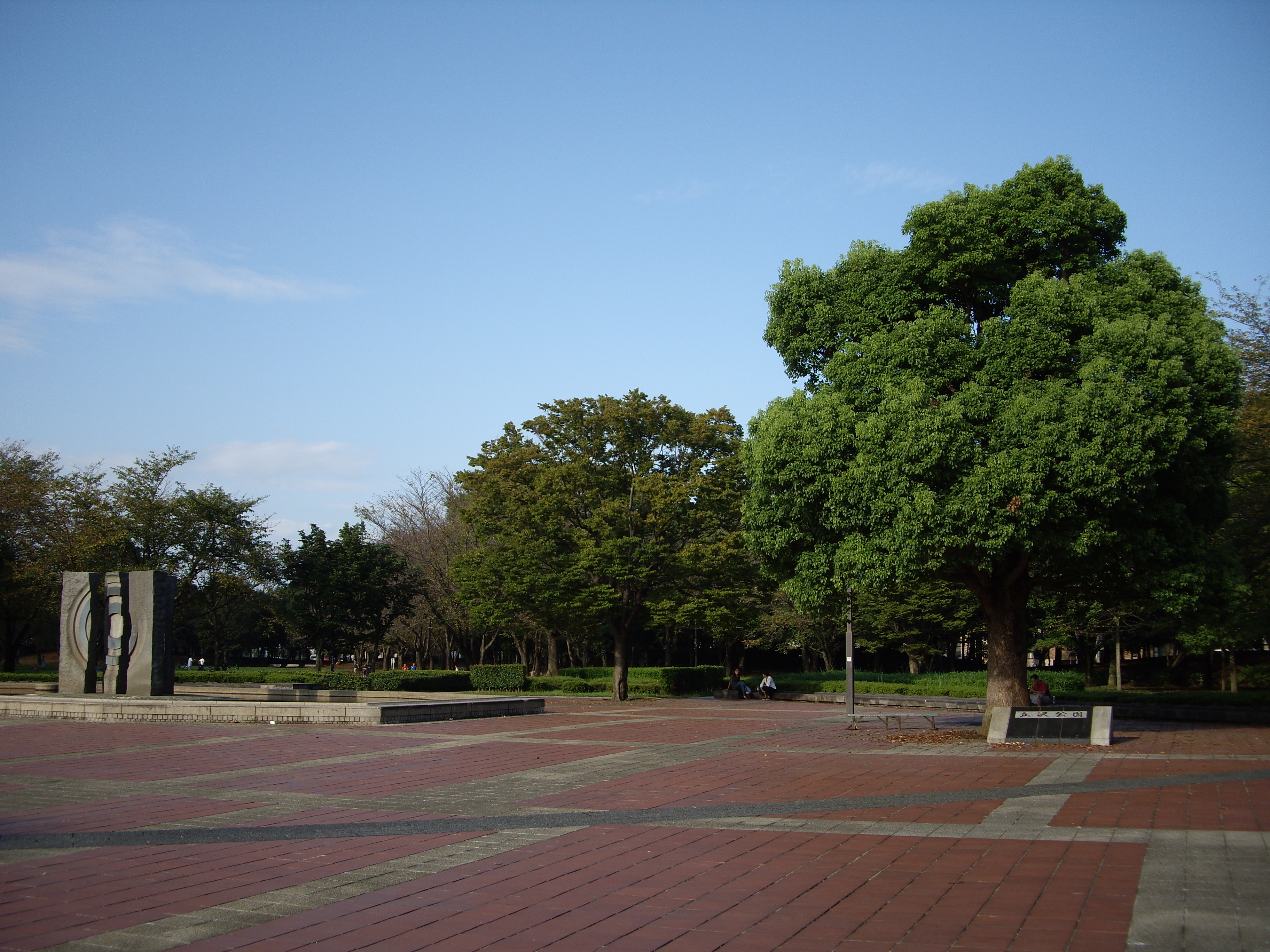
立沢公園・入口

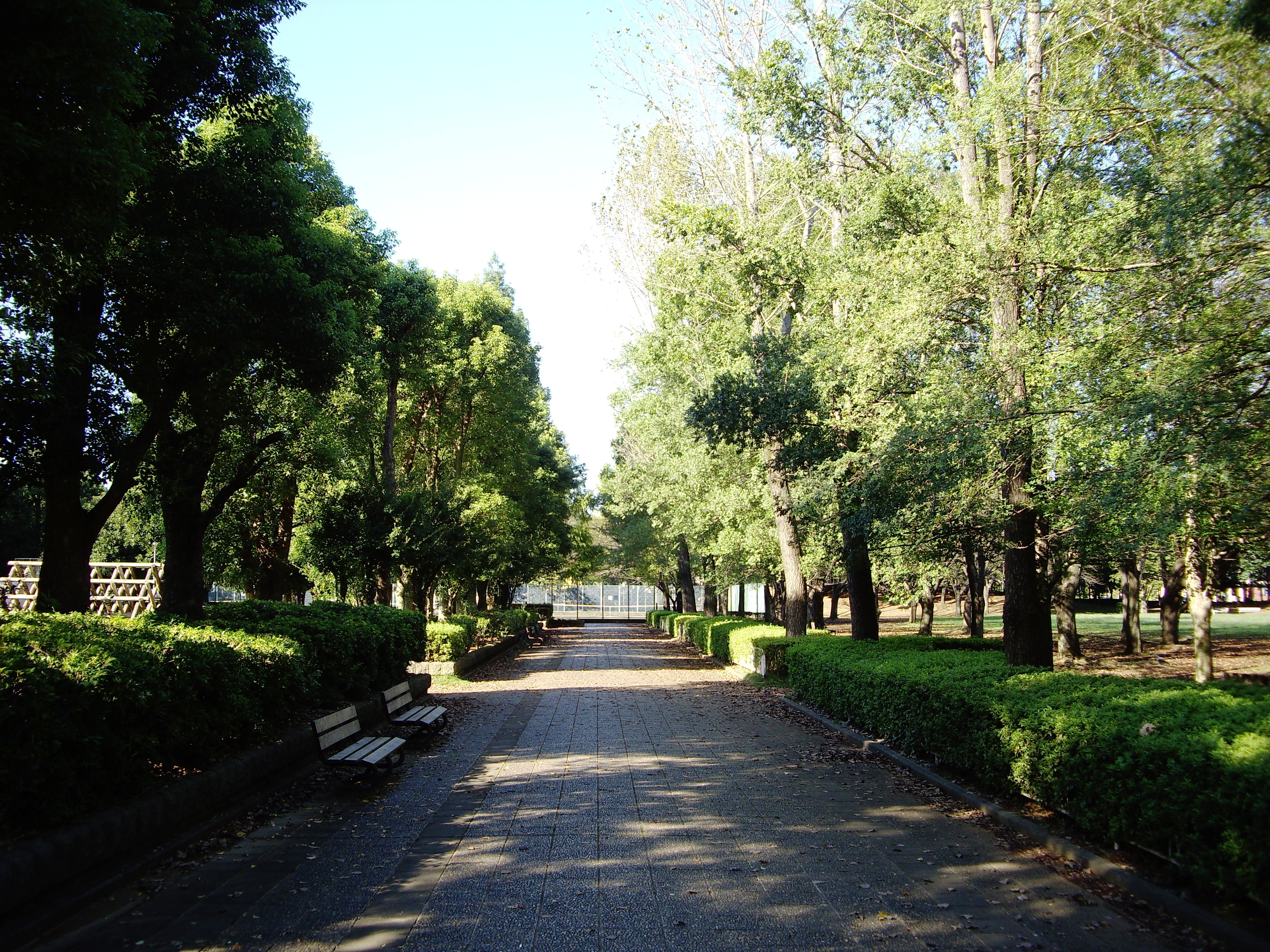
立沢公園・テニスコートへ至る並木道

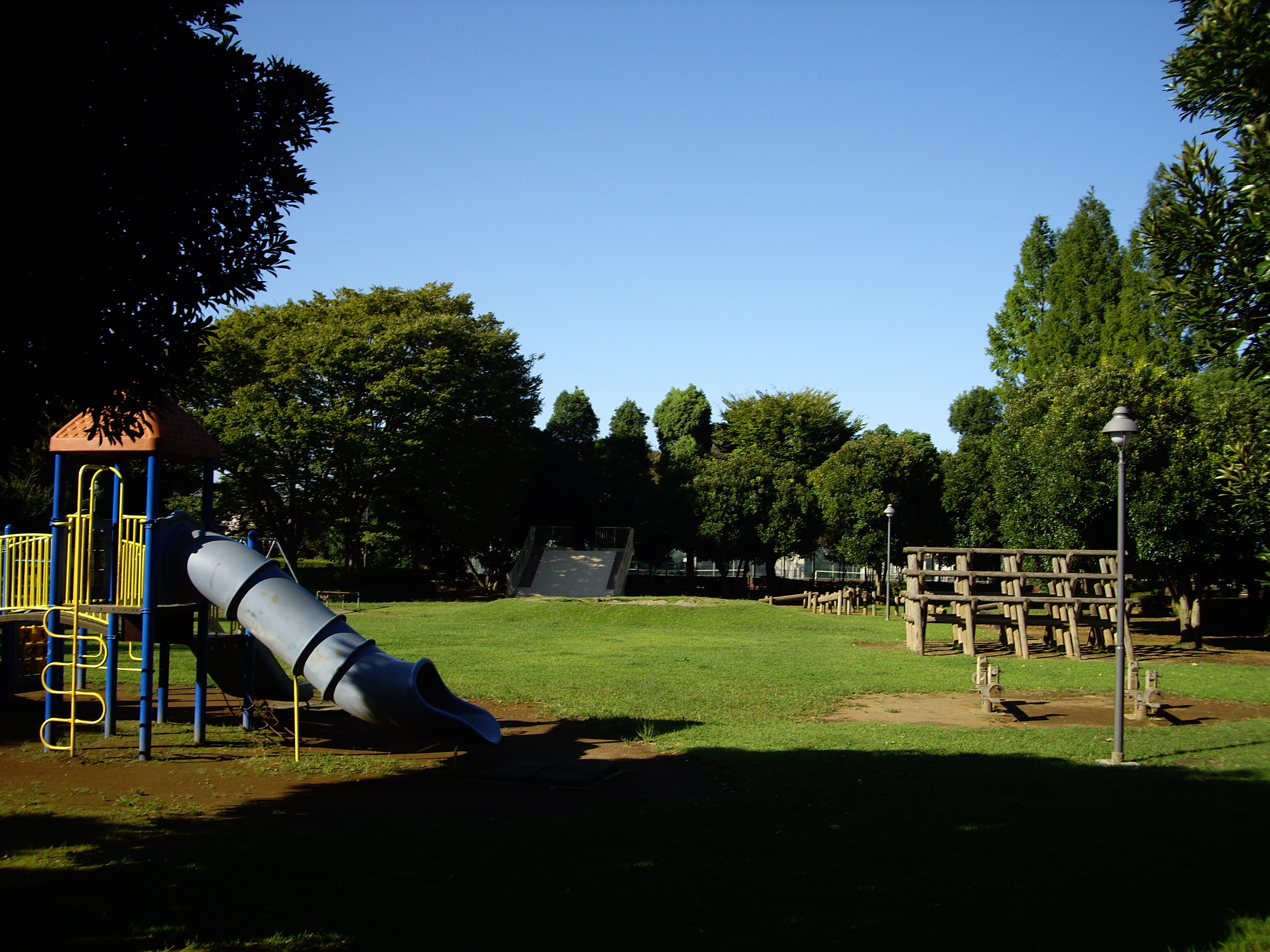
立沢公園・遊具エリア

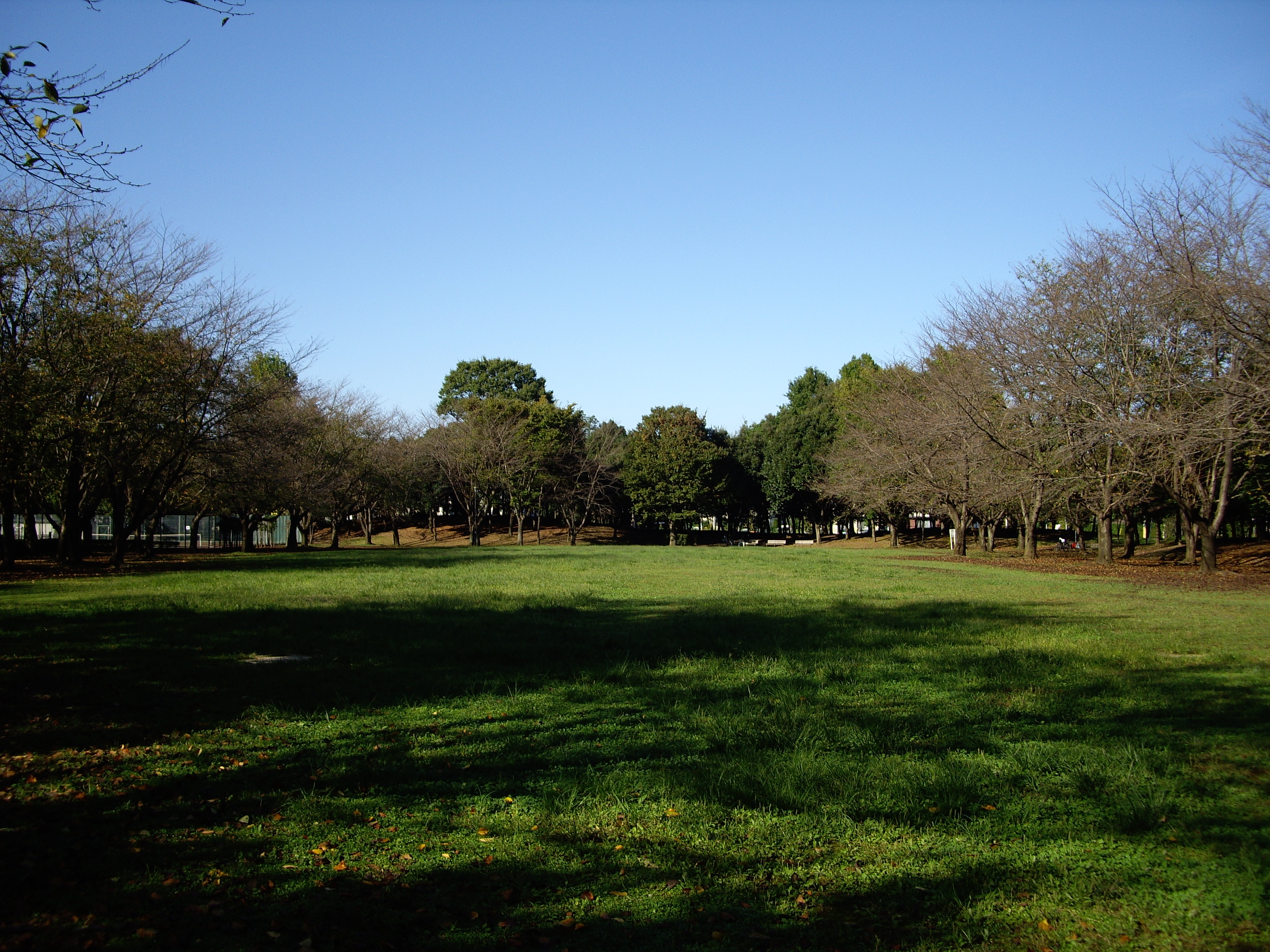
立沢公園・芝生広場

立沢公園（たつざわこうえん）は、茨城県守谷市久保ケ丘一丁目にある近隣公園である。面積は41,000m2。

## 概要
常総ニュータウン北守谷造成時に作られた公園の一つである。北守谷地区では最も大きい公園で、遊歩道と一体化した広場、芝生の広場、遊具等のあるエリア、テニスコートのあるエリアに分かれる。公園のそばには北守谷遊歩道、守谷市文化会館があり、遊歩道を通って板戸井公園、大山公園方面へ行くことができる。

## 施設利用
テニスコートの利用には事前に市に申込をすることが必要である。

### 利用日と時間
| 利用日             | 利用時間           |
| ------------------ | ------------------ |
| 4月1日から10月31日 | 午前8時から午後6時 |
| 11月1日から1月31日 | 午前8時から午後4時 |
| 2月1日から3月31日  | 午前8時から午後5時 |
| 12月28日から1月4日 | 【利用不可】       |

### 使用料
| 利用者                           | 1面当たり利用料 |
| -------------------------------- | --------------- |
| 市内在住者・在勤者               | 1時間310円      |
| 市内在住・在勤に当てはまらない者 | 1時間520円      |